# Бертольдт, Дитер
Дитер Бертольдт (нем. Dieter Bertholdt; 20 июля 1935, Дрезден — 10 июня 2023) — немецкий шахматист, призер чемпионата ГДР по шахматам (1956, 1957).

## Биография
В 1950-е годы Дитер Бертольдт был одним из ведущих шахматистов ГДР, неоднократным участником финалов чемпионата ГДР по шахматам, в которых завоевал бронзу в 1956 году в Лейпциге и серебро в 1957 году в Зёммерде. Вместе с шахматном клубом Дрездена «Sportclub Einheit Dresden» три раза побеждал на командном чемпионате ГДР по шахматам (1957, 1958, 1962). Представлял ГДР на шахматной олимпиаде (1958) и на командном чемпионате мира среди студентов по шахматам (1956, 1957, 1958, 1959, 1960).
В 1962 году перестал участвовать в шахматных турнирах. Только в 1987 году вернулся и участвовал в турнирах ветеранов. По образованию был дипломированный математик и работал в авиационной промышленности.